# Cruzada de los pobres
La Cruzada de los pobres  o simplemente la Cruzada de 1309 En varios relatos contemporáneos los cruzados son llamados pauperes (pobres) y vulgares (comunes). fue una expedición militar no autorizada, una de las llamadas «cruzadas populares», emprendida en la primavera y el verano de 1309 por miembros de las clases bajas de Inglaterra, Ducado de Brabante, el norte de Francia y la Renania alemana. En respuesta a un llamamiento de apoyo a una cruzada en Tierra Santa, los hombres, abrumadoramente pobres, marcharon para unirse a un pequeño ejército profesional que se estaba reuniendo con la aprobación papal. En el camino, se dedicaron al saqueo, la persecución de los judíos y el combate con las autoridades locales. Ninguno de ellos llegó a Tierra Santa y su expedición fue finalmente dispersada.

## Predicación de la cruzada
La Cruzada de los Pobres fue la primera gran expresión popular de apoyo a la cruzada después de la caída de los estados cruzados en Tierra Santa. Acre, la última ciudad que quedaba del Reino de Jerusalén, cayó ante los mamelucos en 1291. En agosto de 1308, el Papa Clemente V dio instrucciones para que se predicara una cruzada contra los mamelucos en la primavera de 1309. Se trataba de una pequeña expedición preliminar dirigida por los Hospitalarios, una orden militar religiosa.  A principios de 1309 la cruzada fue pospuesta hasta el otoño. En junio y julio de 1309, Clemente envió cartas recordando a los obispos encargados de la predicación de la cruzada al norte de los Alpes que debían solicitar solo fondos y oraciones y desalentar la participación. Se ofrecieron indulgencias a los que aportaran dinero.
Ya en la primavera de 1309, sin embargo, los predicadores habían despertado un intenso fervor de cruzada. Grandes grupos de aspirantes a cruzados -decenas de miles en algunos relatos- comenzaron a marchar hacia la corte papal de Aviñón. Estos hombres habían «tomado la cruz», es decir, cosido cruces en sus ropas en imitación de los Primeros cruzados, pero su participación había sido rechazada por los obispos que predicaban la cruzada[4]. Aunque la mayoría marchó sobre Aviñón con la intención de unirse al ejército hospitalario, unos pocos se embarcaron en barcos en el Danubio con la intención de llegar a Tierra Santa por su cuenta. Las fuentes de las crónicas universalmente hostiles, en particular los Anales de Gante, coinciden en que la mayoría eran pobres: campesinos sin tierra, trabajadores agrícolas y artesanos urbanos subempleados (como peleteros y sastres). Había unos pocos ciudadanos alemanes más ricos e incluso algunos caballeros, pero la alta nobleza no estaba representada. Aunque la mayoría eran hombres, las mujeres también se unieron. Según los Anales de Gante, «innumerables personas comunes de Inglaterra, Picardía, Flandes, Brabante y Alemania... se pusieron en marcha para conquistar la Tierra Santa». El componente dominante parece haber sido el alemán. Sin embargo, es probable que el componente inglés sea exagerado en las crónicas, ya que habría sido relativamente fácil para las autoridades inglesas detener a estos supuestos cruzados en los puertos del canal. Se registran cruzados de lugares tan lejanos como Pomerania en Alemania oriental y Silesia en Polonia.

## Cruzada no oficial

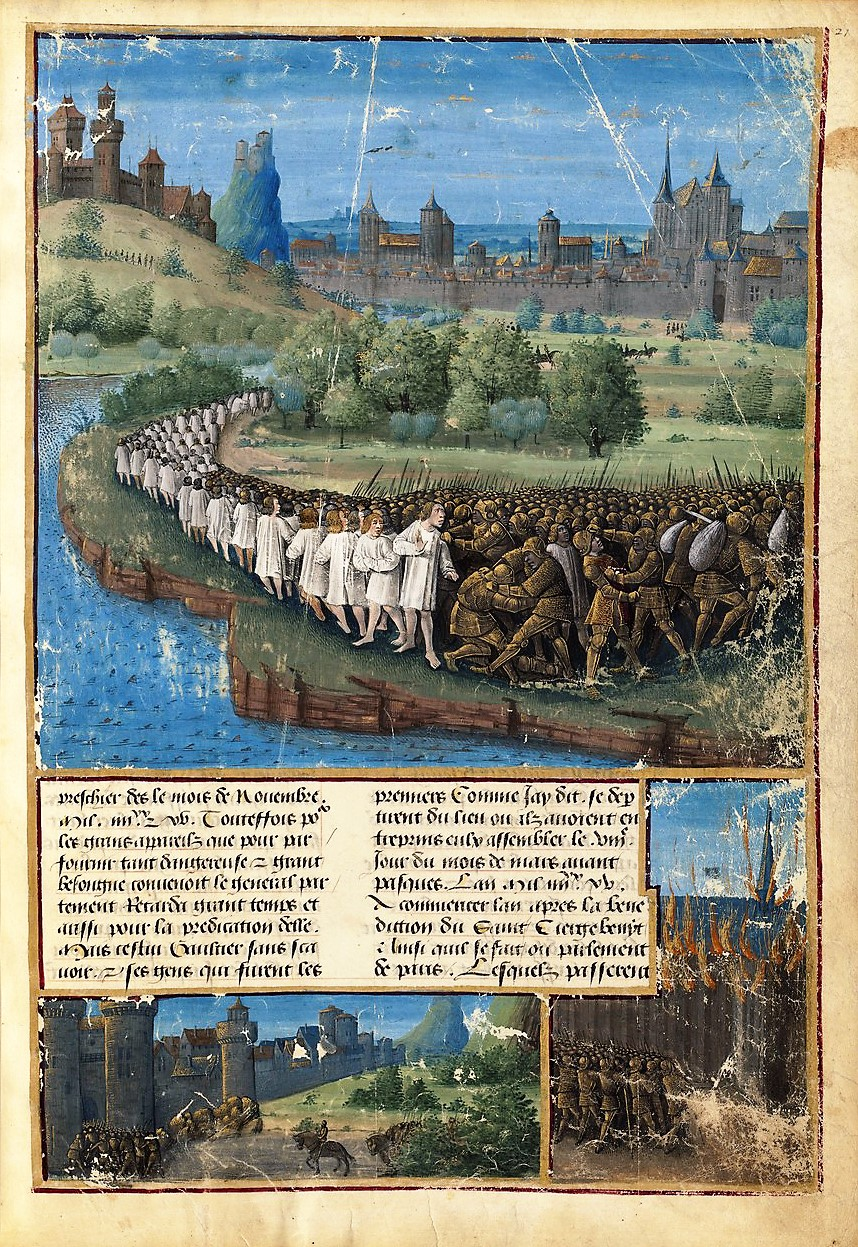
La derrota de la Cruzada de los pobres.

Los cruzados pobres se llamaban a sí mismos los «Hermanos de la Cruz», aparentemente considerándose a sí mismos como una especie de orden militar propia. Los cronistas destacan, sin embargo, que el movimiento no tenía ningún líder. Demasiados pobres para pagar su propio camino a Aviñón, dependían de la caridad, mientras que también se dedicaban al robo y al saqueo generalizado para financiar su marcha. Los judíos se convirtieron en un objetivo privilegiado. Más de 100 judíos que se refugiaron en el castillo de Borne en el Ducado de Güeldres fueron masacrados. Los judíos de Lovaina y Tienen fueron amenazados y se refugiaron en el castillo de Genappe en Brabante. Cuando los cruzados sitiaron el castillo, el duque Juan II de Brabante, que debía proteger a los judíos, envió un ejército para ahuyentarlos. Sufrieron grandes pérdidas en la lucha con las tropas ducales. A pesar de la falta de liderazgo y planificación, unos 30-40 000 cruzados llegaron a Aviñón en julio de 1309. Es posible que unos pocos llegaran al puerto de Marsella, el punto de embarque previsto.
Los «Hermanos» le pidieron al Papa Clemente que elevara la expedición planeada a una cruzada completa para legitimar sus acciones y permitirles cumplir sus votos. En su lugar, el 25 de julio, Clemente concedió una indulgencia de 100 años a cualquier alemán que hubiera tomado la cruz y a cualquiera que hubiera financiado tal cruz, pero no pudo cumplir su voto de ir a Tierra Santa debido a la falta de barcos. Los Hospitalarios se negaron firmemente a enviar a ninguno de los «Hermanos». Así, todo el cuerpo de cruzados, incapaz de luchar por sí mismo, se vio obligado a dispersarse.  Según el analista de Gante, simplemente «regresaron en confusión a sus propios hogares».

## Cruzada oficial
El 4 de noviembre de 1309, el Papa Clemente admitió lo que se sospechaba desde hacía tiempo, que la expedición de los Hospitalarios no iría a Tierra Santa. Era simplemente una campaña preparatoria para ayudar a defender Chipre y hacer cumplir la prohibición de que los católicos comerciaran con los musulmanes. La expedición oficial estaba lista para zarpar del puerto italiano de Brindisi en enero de 1310, pero fue retrasada hasta la primavera por el mal tiempo. Estaba bajo el mando directo del gran maestro, Foulques de Villaret, que estaba acompañado por un legado papal, Pierre de Pleine-Chassagne. La fuerza contenía 26 galeras (incluyendo algunas de Génova), doscientos o trescientos caballeros y unos tres mil soldados de infantería. Cuando la flota zarpó, todavía se desconocía dónde planeaba Villaret llevarla. En lugar de ir a Tierra Santa, se dirigió a la isla bizantina de Rodas. Fue en aguas griegas el 13 de mayo, cuando Villaret envió un mensaje de paz a Venecia.  El ejército cruzado participó en la conquista final de la ciudad de Rodas en agosto. Aunque ninguna expedición a Tierra Santa salió de la predicación de 1308-1309, Rodas fue una base estratégicamente importante para futuras campañas y los Hospitalarios la convirtieron en su cuartel general en 1311.